# Miguel Diosdado
Miguel Diosdado (Siviglia, 4 giugno 1985) è un attore spagnolo, noto per aver interpretato il ruolo di Victor Ferrero nella soap Una vita (Acacias 38).

## Biografia
Miguel Diosdado è nato il 4 giugno 1985 a Siviglia (Spagna). Fin da bambino ha sentito una grande affinità per il cinema e il teatro, e finito il liceo ha deciso di trasferirsi a Madrid per intraprendere la carriera da attore alla scuola di Cristina Rota per entrare nel mondo del palcoscenico.

## Carriera
Miguel Diosdado ha fatto la sua prima apparizione sul piccolo schermo nelle serie Sin tetas no hay paraíso e Mi gemela es hija única, entrambe serie di Telecinco. Più tardi ha recitato nella miniserie diretta da Salvador Calvo per Telecinco, Paquirri , dove ha interpretato il fratello dello sfortunato destrimano. Subito dopo sono arrivate altre opere come La Duquesa II, diretta sempre da Salvador Calvo insieme a Carmina di Miguel Albaladejo.
Miguel Diosdado ha interpretato ruoli minori per le serie di Antena 3, Los misterios de Laura e Amare per sempre (Amar en tiempos revueltos), entrambe prodotte da Televisión Española, Cuore ribelle (Bandolera) in onda su Antena 3 e il lungometraggio Anestesia, diretto da Alejandro Ochoa. Nel 2014 diventa uno dei protagonisti della serie Ciega a citas, in onda su Cuatro.
Nel 2015 è entrato a far parte del cast della soap opera Una vita (Acacias 38), dove ha interpretato il ruolo di Victor Ferrero fino al 2018. Nel 2017 ha recitato nel film Como la espuma, diretto da Roberto Perez Toledo.
Nel 2019 è entrato a far parte della serie Le ragazze del centralino (Las chicas del cable), la prima serie originale Netflix prodotta in Spagna. Nel 2021 ha recitato nei film 8 años diretto da Jd Alcazar e in Lugares a los que nunca hemos ido diretto da Roberto Pérez Toledo. L'anno successivo, nel 2022, ha recitato nel film La maniobra de la tortuga diretto da Juan Miguel del Castillo.

### Lingue
Miguel Diosdado parla fluentemente lo spagnolo e l'inglese.

## Filmografia

### Cinema
- Paquirri, regia di Salvador Calvo (2009)
- La duquesa II, regia di Salvador Calvo (2010)
- Carmina, regia di Miguel Albaladejo (2011)
- Como la espuma, regia di Roberto Pérez Toledo (2017)
- 8 años, regia di Jd Alcazar (2021)
- La maniobra de la tortuga, regia di Juan Miguel del Castillo (2022)
- Lugares a los que nunca hemos ido, regia di Roberto Pérez Toledo (2022)

### Televisione
- La tragedia de los Andes – documentario TV (2007)
- La Pecera – serie TV (2008)
- Sin tetas no hay paraíso – serie TV (2008)
- Mi gemela es hija única – serie TV (2008)
- Paquirri – miniserie TV (2009)
- La duquesa II – miniserie TV (2011)
- Cuore ribelle (Bandolera) – serie TV (2011-2013)
- Amare per sempre (Amar en tiempos revueltos) – soap opera (2011-2013)
- Carmina – miniserie TV (2012)
- Toledo – serie TV (2012)
- Los misterios de Laura – serie TV (2014)
- Ciega a citas – serie TV (2014)
- Una vita (Acacias 38) – soap opera (2015-2018)
- Le ragazze del centralino (Las chicas del cable) – serie TV (2020)

### Cortometraggi
- Viaje en el tiempo, regia di Miguel Bujalance (2004)
- Vísperas, regia di Ana Ojeda (2004)
- Las edades de Juan, regia di Antonio Arenas (2005)
- El secreto de Warren, regia di Rafa Vico (2006)
- En Animales, regia di José Manuel Bueno e Mario Lizondo (2009)
- La nada, regia di Inés Pintor e Pablo Santidrián (2012)
- Caipirinhas en Ipanema, regia di Antonio Hernández Centeno (2013)
- A la hora de la siesta, regia di Leyre C. Paniagua (2017)
- Irreversible, regia di Álvaro García Company (2017)
- Por qué no me gusta el helado de fresa, regia di Inés Pintor e Pablo Santidrián (2022)

## Teatro
- Pasos en el techo, 1936, diretto da Manuel Gallardo (2006)
- Madre amantísima, diretto da Manuel Gallardo (2007)
- Lisistrata, Festival de Teatro Clásico de Mérida, diretto da Antonio Corencia (2007)
- Tancredi, produzione del Teatro Real, diretto da Yannis Kokkos (2007)
- Mi madre, mi tierra, diretto da Lidia García (2008)

## Doppiatori italiani
Nelle versioni in italiano dei suoi film e delle sue serie TV, Miguel Diosdado è stato doppiato da:
- Massimo Di Benedetto[11] in Una vita[12]

## Riconoscimenti
- South Film and Arts Academy Festival
  - 2022: Vincitore come Miglior attore per il film 8 años